# Esmery-Hallon
Esmery-Hallon (picardisch Inmery-Hallon) ist eine französische Gemeinde mit 613 Einwohnern (Stand 1. Januar 2022) im Département Somme in der Region Hauts-de-France im Norden von Frankreich. Die Gemeinde gehört zum Kanton Ham und ist Teil des Gemeindeverbandes Est de la Somme.

## Geographie
Die Gemeinde liegt, durch den Bach Allemagne von Eppeville getrennt, im Südwesten von Ham. Das Gemeindegebiet wird im Norden von der Départementsstraße D930 berührt; die D186 durchquert die Gemeinde. Am Ostrand der Gemeinde liegen die Ferme du Bois-Bonneuil, das Gut Bonneuil, die Ferme de Bonneuil und das Schloss und Gut La Folie.

## Geschichte
Seit dem 16. Jahrhundert wurde in Esmery-Hallon die Töpferei betrieben; Sand und Ton kamen aus dem Weiler Hallon. Das im Ersten Weltkrieg teilweise zerstörte Esmery-Hallon wurde mit dem Croix de guerre 1914–1918 ausgezeichnet.

## Einwohner
| 1962 | 1968 | 1975 | 1982 | 1990 | 1999 | 2006 |
| ---- | ---- | ---- | ---- | ---- | ---- | ---- |
| 641  | 710  | 791  | 807  | 727  | 764  | 756  |

## Verwaltung
Bürgermeister (Maire) ist seit 2008 François Laloi.